# 神奇收費亭
神奇收費亭（英語："The Phantom Tollbooth"）是諾頓·賈斯特創作，朱爾斯·菲佛繪製插圖的一部兒童奇幻小說，於1961年首次出版。故事講述了一個名叫米羅的無聊小男孩，他意外地收到了一個神奇的玩具收費亭，這個收費亭把他帶到了曾經繁榮但現在陷入困境的智慧王國。米羅與一隻名叫托克的狗和一隻胡說八道的蟲子一起，踏上了前往空中城堡的旅程，去尋找王國中被放逐的兩位公主：韻律和理性。米羅在充滿雙關語和文字遊戲的故事中學習了寶貴的經驗，找到了學習的樂趣，例如探索成語的字面意義。
1958年，賈斯特獲得了福特基金會的資助，用於創作一本關於城市的兒童讀物。由於無法在該項目上取得進展，他轉而開始創作後來成為《神奇收費亭》的作品，這是他的第一本書。他的室友菲佛是一位漫畫家，對這個項目很感興趣。蘭登書屋的編輯傑森·愛潑斯坦買下了這本書並出版了它。截至2021年，《神奇收費亭》獲得了極高的評價，銷量已近五百萬冊，遠遠超出預期。它已被改編成电影、歌劇和戲劇，並被翻譯成多種語言。
雖然表面上這本書是一個冒險故事，但一個主要的主題是對教育的熱愛；通過這一點，米羅運用他在學校學到的知識，促進了個人發展，並學會了熱愛他以前感到厭倦的生活。評論家將其與路易斯·卡羅的《愛麗絲夢遊仙境》和萊曼·法蘭克·鮑姆的《綠野仙蹤》的吸引力相提並論。此外，莫里斯·桑達克在他1996年以來包含在本書各版本中的介紹性“鑑賞”中，引用了一位評論家將《神奇收費亭》與班揚的《天路歷程》進行比較：“正如《天路歷程》關注的是懶惰精神的覺醒，《神奇收費亭》關注的是懶惰思維的覺醒。”

## 情節
米羅是個對生活感到無聊的男孩，覺得一切事物都索然無味。一天，他放學回家發現一個神秘的包裹，裡面裝著一個玩具收費亭和一張「境外之地」的地圖，地圖上標示著智慧王國。包裹上還有一張紙條，寫著：「給米羅，他時間很多。」
好奇的米羅開著玩具車穿過收費亭，發現自己來到一個陌生的地方。他的旅程從「期望之地」開始，那裡風景優美，卻讓他遇上總是說些模稜兩語的「天氣人」。米羅開車時不小心分心，進入了了無生氣的「沉悶之地」，並在那裡遇見了閒散度日的「懶惰蟲」。幸好一隻叫做托克的「看門狗」及時出現，提醒他必須思考才能逃離。托克是一隻身體兩側各有一個鬧鐘的大狗，它加入了米羅的旅程。
他們首先來到智慧王國的首都之一「辭彙城」，那裡的國王是「未刪節的阿扎茲」。米羅和托克參觀了「詞語市場」，那裡販售各種文字和字母。一場拼寫蜜蜂和胡說八道蟲之間的爭吵讓市場陷入混亂，米羅和托克也被矮小的「速記官」逮捕。在監獄裡，他們認識了「略顯恐怖的不太邪惡的女巫」，她告訴米羅，智慧王國的兩位公主「韻律」和「理性」因為國王和他的兄弟「數學魔法師」的爭執而被放逐到「空中城堡」。
離開監獄後，阿扎茲國王設宴款待他們，宴會上的食物竟然是文字！國王之後同意米羅和托克踏上拯救公主的任務，並讓胡說八道蟲擔任他們的嚮導。為了得到數學魔法師的許可，他們前往另一個首都「數字城」。
路途中，他們遇到許多奇特的角色，例如會慢慢長矮的男孩「艾力克·賓斯」、創造世界色彩的指揮家「偉大的色度」，以及一個叫做「正十二面體」的十二面生物。正十二面體帶領他們來到數字城，米羅成功說服了數學魔法師，讓他同意拯救公主的任務。
在「無知之山」，他們遭遇了「可怕的瑣事魔王」和「膠狀巨人」等惡魔的阻撓。最終，他們克服了重重困難，抵達了空中城堡。韻律和理性公主欣然同意返回智慧王國。惡魔們試圖阻止他們，但智慧王國的軍隊及時趕到，擊退了惡魔。公主們的歸來讓智慧王國恢復了秩序，國王和數學魔法師也重歸於好。
米羅告別公主們，開車返回收費亭，發現自己回到了房間，而時間只過了一個小時。第二天，米羅想再次回到智慧王國，卻發現收費亭已經消失，只留下一張紙條：「給米羅，他現在知道路了。」 紙條上說，收費亭將被送給另一個需要它的孩子。雖然有些失望，但米羅也理解，並開始發現身邊世界的精彩之處，因為他已經在旅程中找到了屬於自己的方向。